# Muromer

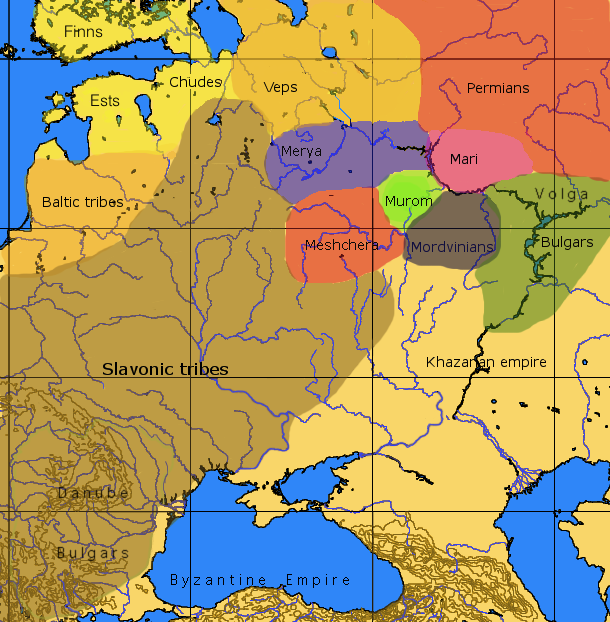
Muromernas bosättningsområde i ljusgrönt

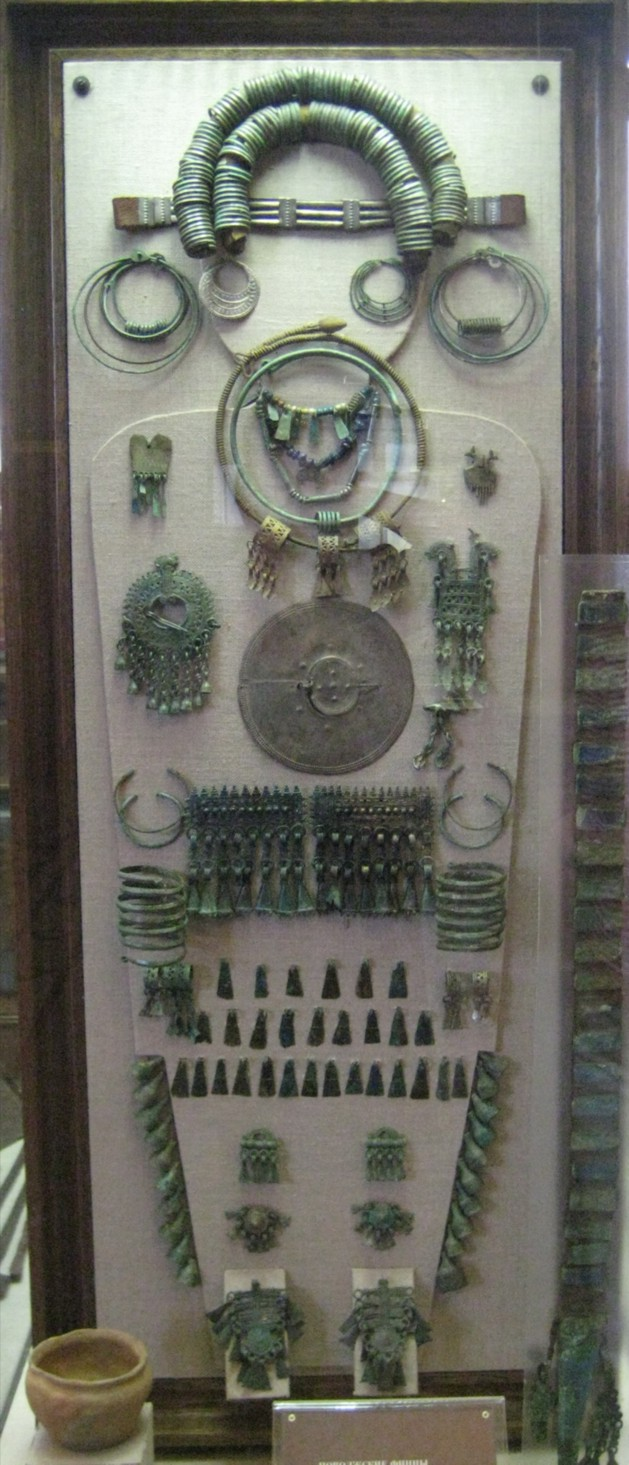

Muromerna är ett folk som talade ett finsk-ugriskt språk, men på 1100-talet assimilerades av ryssar.
De äldsta uppgifterna om muromerna härrör från 551. Krönikören Jordanes omnämner dem som Mordens i samband med att han räknar upp alla folk som lydde under den gotiske kungen Ermanarik. Mer detaljerat skildras muromerna och deras bosättningsområden i Nestorskrönikan, där namnet Murom används och nämns redan i inledningen. 
Enligt Gyula Décsy var muromer ett främmande folk som betalade skatt till ryssarna. De hade ett eget språk. Han stöder sig huvudsakligen på Nestorskrönikan. Det framgår att staden Murom i (på vänstra stranden av Oka) beboddes av muromer, som tydligen också gett staden dess namn. Deras härskare var furst Rurik. 
Av Nestorskrönikans beskrivning framgår ganska exakt omfattningen av muromernas dåvarande bosättningsområden. 
| ”                        | Längs floden Oka, där den faller in i Volga bor muroma, som är ett eget folk. | „ |
| – Nestorskrönikan, s. 22 |                                                                               |   |

De har varit meriernas, mariernas och mordvinernas närmaste grannar. Man har ansett att direkt språksläktskap har förelegat mellan muromerna och mordvinerna. Inga spår av deras språk har dock bevarats. 
Muromernas bosättningsområden koloniserades slutgiltigt av ryssarna vid mitten av 900-talet, och i samband med detta försvann muromerna ur historien. Furstendömet Muroma existerade dock ända fram till 1300-talet, då det införlivades med storfurstendömet Moskva.